# Grand Prix Formule 1 van de Verenigde Staten West 1979
De Grand Prix Formule 1 van de Verenigde Staten West 1979 werd gehouden op 8 april 1979 in Long Beach.

## Uitslag
| Positie | Nr | Rijder                | Team               | Ronden | Tijd/Opgave    | Startplaats | Punten |
| ------- | -- | --------------------- | ------------------ | ------ | -------------- | ----------- | ------ |
| 1       | 12 | Gilles Villeneuve     | Ferrari            | 80     | 1:50:25.40     | 1           | 9      |
| 2       | 11 | Jody Scheckter        | Ferrari            | 80     | +29,38 s       | 3           | 6      |
| 3       | 27 | Alan Jones            | Williams-Ford      | 80     | +59,69 s       | 10          | 4      |
| 4       | 1  | Mario Andretti        | Lotus-Ford         | 80     | +1:04.33       | 6           | 3      |
| 5       | 25 | Patrick Depailler     | Ligier-Ford        | 80     | +1:23.52       | 4           | 2      |
| 6       | 4  | Jean-Pierre Jarier    | Tyrrell-Ford       | 79     | +1 Ronde       | 7           | 1      |
| 7       | 18 | Elio de Angelis       | Shadow-Ford        | 78     | +2 Rondes      | 20          |        |
| 8       | 6  | Nelson Piquet         | Brabham-Alfa Romeo | 78     | +2 Rondes      | 12          |        |
| 9       | 30 | Jochen Mass           | Arrows-Ford        | 78     | +2 Rondes      | 13          |        |
| DQ      | 3  | Didier Pironi         | Tyrrell-Ford       | 72     |                | 17          |        |
| NF      | 31 | Héctor Rebaque        | Lotus-Ford         | 71     | Ongeluk        | 23          |        |
| NF      | 22 | Derek Daly            | Ensign-Ford        | 69     | Ongeluk        | 24          |        |
| NF      | 7  | John Watson           | McLaren-Ford       | 62     | Injectie       | 18          |        |
| DQ      | 9  | Hans Joachim Stuck    | ATS-Ford           | 49     |                | 21          |        |
| NF      | 28 | Clay Regazzoni        | Williams-Ford      | 48     | Motor          | 15          |        |
| NF      | 17 | Jan Lammers           | Shadow-Ford        | 47     | Ophanging      | 14          |        |
| NF      | 29 | Riccardo Patrese      | Arrows-Ford        | 40     | Remmen         | 9           |        |
| NF      | 2  | Carlos Reutemann      | Lotus-Ford         | 21     | Transmissie    | 2           |        |
| NF      | 14 | Emerson Fittipaldi    | Fittipaldi-Ford    | 19     | Transmissie    | 16          |        |
| NF      | 24 | Arturo Merzario       | Merzario-Ford      | 13     | Motor          | 22          |        |
| NF      | 26 | Jacques Laffite       | Ligier-Ford        | 8      | Remmen         | 5           |        |
| NF      | 20 | James Hunt            | Wolf-Ford          | 0      | Transmissie    | 8           |        |
| NF      | 5  | Niki Lauda            | Brabham-Alfa Romeo | 0      | Ongeluk        | 11          |        |
| NF      | 8  | Patrick Tambay        | McLaren-Ford       | 0      | Botsing        | 19          |        |
| NS      | 16 | René Arnoux           | Renault            |        | Teruggetrokken |             |        |
| NS      | 15 | Jean-Pierre Jabouille | Renault            |        | Blessure       |             |        |

## Statistieken
| Pole-position | Gilles Villeneuve | Ferrari-Ferrari | 1:18.825 |
| Snelste ronde | Gilles Villeneuve | Ferrari-Ferrari | 1:21.20  |

## Noot
- Dit was de eerste pole position en de eerste Grand Slam voor Gilles Villeneuve en voor een Canadese coureur.

Grand Prix Formule 1 van de Verenigde Staten: 1908 · 1910 · 1911 · 1912 · 1914 · 1915 · 1916 · 1959 · 1960 · 1961 · 1962 · 1963 · 1964 · 1965 · 1966 · 1967 · 1968 · 1969 · 1970 · 1971 · 1972 · 1973 · 1974 · 1975 · 1976 · 1977 · 1978 · 1979 · 1980 · 1989 · 1990 · 1991 · 2000 · 2001 · 2002 · 2003 · 2004 · 2005 · 2006 · 2007 · 2012 · 2013 · 2014 · 2015 · 2016 · 2017 · 2018 · 2019 · 2021 · 2022 · 2023 · 2024 · 2025 · 2026

Indianapolis 500: 1950 · 1951 · 1952 · 1953 · 1954 · 1955 · 1956 · 1957 · 1958 · 1959 · 1960

Grand Prix Formule 1 van de Verenigde Staten West: 1976 · 1977 · 1978 · 1979 · 1980 · 1981 · 1982 · 1983

Grand Prix Formule 1 van Las Vegas: 1981 · 1982 · 2023 · 2024 · 2025

Grand Prix Formule 1 van de Verenigde Staten Oost: 1982 · 1983 · 1984 · 1985 · 1986 · 1987 · 1988

Grand Prix Formule 1 van Dallas: 1984

Grand Prix Formule 1 van Miami: 2022 · 2023 · 2024 · 2025 · 2026 · 2027 · 2028 · 2029 · 2030 · 2031